# Dendrobeania levinseni
Dendrobeania levinseni är en mossdjursart som först beskrevs av Arnold Girard Kluge 1929.  Dendrobeania levinseni ingår i släktet Dendrobeania och familjen Bugulidae. Inga underarter finns listade i Catalogue of Life.